# Наваррете, Хуан Фернандес де
Хуан Фернандес де Наваррете (исп. Juan Fernández de Navarrete; 1526, Логроньо — 28 марта 1579, Толедо) — испанский живописец периода позднего Возрождения и раннего маньеризма, представитель толедской школы живописи. Был глухонемым и имел прозвание эль-Мудо (немой).
В возрасте трёх лет перенёс тяжёлое заболевание, в результате которого потерял слух; не смог научиться говорить, но имел слабое здоровье. Образование получил в монастыре в Эстрелле (исп. Santuario de Santa María de la Estrella), где освоил язык жестов, использовавшийся монахами, принявшими обет молчания, и изучил там основы живописи под руководством монаха-художника Висенте де Санто-Доминго (исп. Vicente de Santo Domingo). Затем путешествовал по Италии, в том числе в Милане и Неаполе, и довольно долго жил в Венеции, где развивал свои навыки в мастерской Тициана; сведения о том, что в 1550-х годах он жил в Риме, подтверждены Пеллегрино Тибальди.
В 1565 году Наваррете был вызван в Испанию своим учителем, вместе с ним работал при дворе короля короля Филиппа II над картинами для Эскориальского дворца. 6 марта 1568 года получил звание придворного живописца и годовое содержание в 200 эскудо в год за создание частью в Мадриде, частью в Толедо, шестнадцати картин религиозного содержания, согласно ЭСБЕ, «замечательных по благородно стильному рисунку, сильной выразительности и гармоничности тёплых красок»; пользовался личным расположением монарха. Однако к концу 1568 года, страдая от сильных болей в желудке и других проблем со здоровьем, Наваррете покинул короля и вернулся в монастырь в Эстрелле.
Некоторые из его произведений позднее погибли или пострадали от пожара, при этом число их было изначально невелико. Из сохранившихся пострадавших работ известно полотно «Рождество Христово», сильно почерневшее; наиболее известные работы: «Истязание Спасителя», «Святое Семейство», «Мучение апостола Иакова» и несколько фигур апостолов и евангелистов. Три картины художника находятся в музее Прадо в Мадриде, одна в Париже и «Иоанн Креститель в темнице» в Эрмитаже в Санкт-Петербурге.
Критиками отмечалось влияние на манеру Наваррете не только его учителя Тициана, но и Антонио да Корреджо. Одним из его учеников некоторое время в Барселоне был Франсиско Рибальта.